# Grève à Dagenham

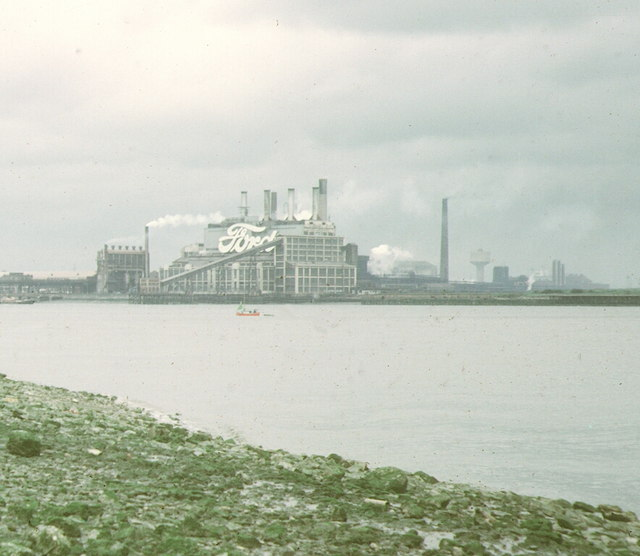
Usine Ford de Dagenham, 1973.

La grève à Dagenham de 1968 est une grève lancée par les machinistes couturières de l'usine Ford de Dagenham (Essex, Royaume-Uni) pour revendiquer une rémunération égale entre hommes et femmes. Cette action a notamment mené au vote de l'Equal Pay Act 1970 (loi d'égalité de salaires). Il s'agit de la première loi visant à mettre fin à la disparité salariale.

## Grève
À Dagenham, dans la région de Londres, des machinistes couturières travaillaient à l'assemblage des housses de sièges pour le constructeur automobile américain Ford. Nouvellement reclassées en « Catégorie B » (production moins qualifiée) au lieu de « Catégorie C » (production plus qualifiée) et informées que leur taux de rémunération resterait inférieur de 15 % à celui des hommes du même classement, les ouvrières décident de faire grève le 7 juin 1968. Le travail arrêté, les housses épuisées, Ford Dagenham a été obligé de cesser la production.
La grève s'est terminée trois semaines après, grâce à la médiation de Barbara Castle, Secrétaire à l'emploi et à la productivité sous Harold Wilson. Les machinistes couturières sont dorénavant rémunérées d'un taux inférieur seulement de 8 % ; elles touchent un salaire égal l'année suivante.

## Effet
La grève initiale a donné lieu à d'autres actions similaires et à la formation du National Joint Action Campaign Committee for Women's Equal Rights, regroupant des individus de diverses organisations syndicales et concernés par les droits des femmes. 1000 adhérents ont assisté à une manifestation pour l'égalité des salaires à Trafalgar Square le 18 mai 1969. 
L'Equal Pay Act 1970 a été voté en décembre 1970. La loi visait à interdire la discrimination salariale entre hommes et femmes, ainsi que les autres différences dans les conditions de travail. Shirley Summerskill, député de Chambre des communes, évoquait en deuxième lecture du projet de loi la « partie intégrante » que faisaient les machinistes couturières de Dagenham « dans l'histoire de la lutte pour le salaire égal ».
En 1973, à la suite de son adhésion à l'Union européenne, le Royaume-Uni a été soumis à l'article 119 du Traité sur le fonctionnement de l'Union européenne (Traité de Rome, 1957) imposant « l'égalité de rémunération, sans discrimination fondée sur le sexe ».
L'Equal Pay Act 1970 entra en vigueur en 1975. 
À la suite d'une autre grève à Ford Dagenham, déclenchée l'année suivante, les machinistes couturières intégrèrent finalement la « Catégorie C ».

## Culture populaire
We Want Sex Equality (VO : Made in Dagenham), sorti en 2010, est un long-métrage basé sur les événements de 1968. Une adaptation en comédie musicale voit le jour en 2014.